# جيل ثالث (شبكات اتصال)
الجيل الثالث للاتصالات الخلوية (بالإنجليزية: The Third Generation of Cellular Networks) اختصاراً 3G، لمعايير وتكنولوجيا الهواتف المحمولة، بعد الجيل الثاني. يبني الجيل الثالث على مجموعة معايير اتحاد المواصلات العالمية في إطار برنامج المواصلات الجوالة العالمية "IMT-2000". تمكن تقنيات الجيل الثالث من تقديم باقة خدمات أوسع وأكثر تقدما، ويتميز بسعة شبكية عالية بفضل فعاليتها الطيفية. من ضمن هذه الخدمات، الاتصال الهاتفي الصوتي اللاسلكي ممتد التغطية، ونقل البيانات اللاسلكي واسع النطاق، الكل في بيئة جوالة.
خلافا لشبكات IEEE 802.11، فإن شبكات الجيل الثالث شبكات هاتفية خلوية واسعة المساحة، تتميز بنفاذ إنترنت عالي السرعة وبإمكانية المكالمات المرئية. أما، شبكات IEEE 802.11 فهي شبكات ضيقة المساحة، وعريضة النطاق، مطورة أساسا من أجل نقل البيانات.
تحصي جمعية مزودي الجوال العالمي عدد شبكات ج3 المشتغلة في حدود ديسمبر 2005 بأكثر من 100 شبكة في 40 بلدا.

## التاريخ
يعتبر اليابان أول بلد أدخل شبكة الجيل الثالث على مستوى تجاري واسع. ففي فاتح أكتوبر 2001، كانت شركة المواصلات العملاقة اوشوهايو أول من أنشأ شبكة W-CDMA لغرض تجاري [بحاجة لمصدر].اشتهرت هواتف الجيل الثالث بإمكانية المكالمات المرئية، إلا أن إمكانية تنزيل الملفات الموسيقية، التي بدأت بفضل الشركات كي دي دي آي، وإز شاكوتا وشاكو أوتا فال، لقيت النصيب الأكبر من الاهتمام [بحاجة لمصدر].

في أوروبا، انطلقت شبكات الجيل الثالث في بداية 2003. اقترح الاتحاد الأوروبي أن تغطي شبكة الجيل الثالث 80٪ من سكان الاتحاد نهاية عام 2005 [بحاجة لمصدر].
تأخر انتشار شبكات الجيل الثالث في بعض البلدان بسبب التكاليف العالية لأسعار تراخيص الأطياف الجديدة. في كثير من البلدان، لا تستعمل شبكات الجيل الثالث نفس الترديدات المذياعية لشبكة الجيل الثاني، لذلك تضطر شركات الجوال إلى بناء شبكات جديدة كاملة وطلب الترخيص لترديدات إضافية، ما عدا في الولايات المتحدة حيث تعمل خدمة الجيل الثالث على نفس ترديدات الخدمات الأخرى.
كانت تكاليف الترخيص عالية جدا في بعض الدول الأوروبية، يعزى ذلك لأسباب عديدة، كالمزادات على عدد محدود من التراخيص والعروض من جهة الحكومة، والانبهار الأول بقدرات الجيل الثالث، وتكاليف تجديد الأجهزة للنظام الجديد.
سنة 2005، بلغ عدد المشاركين الذين يستعملون شبكة الجيل الثالث 40٪، وتضاءل الجيل الثاني [بحاجة لمصدر]. كان من المرتقب أن ينتهي الانتقال إلى الجيل الثالث خلال 2006، وأن تكون مرحلة الجيل الثالث والنصف، التي تتميز بمعدل بيانات 3 ميغابيت في الثانية، في طريقها.
في شمال إفريقيا، ظهرت أول خدمة للجيل الثالث في المغرب في نهاية مارس 2006، بواسطة الشركة الجديدة انوي، ثم تلتها الشركات الأخرى اتصالات المغرب ومديتيل. في مصر، بدأت الخدمة على يد شركه اتصالات في أواسط 2006.
في بداية 2006، تحولت فودافون تانزانيا إلى نظام HSDPA في دار السلام، مما يجعلها ثانية دولة إفريقية توفر هذه التكنولوجيا، بعد جنوب إفريقيا. في مارس 2007، قدمت نيجيريا تراخيصا لثلاث من شركات المواصلات، بالإضافة إلى شركة أخرى مجهولة نسبيا، الهري للهندسة، لتوفر خدمتها الجديدة [بحاجة لمصدر].
في كانون الثاني 2015 قامت هيئة الاعلام والاتصالات في العراق باعطاء حق الترخيص لشبكات زين العراق واسياسيل وكورك تيليكوم
وتعد هذه المرة الأولى التي يستخدم العراق فيها تقنية ال UMTS أو 3G
بدأت شركة روجرز اللاسلكية استعمال خدمات HSDPA في شرق كندا تحت اسم روجرز فيجن؛ يرتقب التوسع في غرب كندا قرييا [بحاجة لمصدر].

## الميزات
أهم ميزات الجيل الثالث هو تحمل عدد أكبر من عملاء الصوت والبيانات خاصة في المناطق الحضرية وسرعة أعلى بتكاليف أقل من الجيل السابق.
تستعمل شبكات الجيل الثالث حامل قناة بترديد.5 ميغا هرتز لتسليم بالبيانات بسرعة أكبر وتوسيع سعتها مقارنة بالجيل الثاني.
يقدم حامل القناة.5 ميغا هرتز استعمالا مثاليا للموارد المذياعية للشركات الهاتفية التي لها كتل ييي من الطيف. من جهة أخرى، فإنها تسمح بتخفيض تكاليف شبكات الجيل الثالث مع منح سرعة عالية للمستخدمين. كما أنه يسمح بانتقالات 382 كبث للأنظمة الجوالة، و2 مبث للأنظمة الثابتة. يفترض أن يكون لمستخدمي الجيل الثالث سعة أكبر وفعالية طيفية فضلى، مما يسمح بالنفاذ شامل بشبكات جيل ثالث مختلفة.

## المعايير
يتكون اتحاد المواصلات العالمية من:
- النظام العالمي للاتصالات المتنقلة
- CDMA2000
- النظام العالمي للاتصالات المتنقلة / النظام العالمي للاتصالات المتنقلة
- UWC (منجز عادة مع معدلات البيانات المحسنة لتطور نظام جي إس إم)
- الاتصالات اللاسلكية الرقمية المحسنة

## الترقية إلى الجيل الثالث
تترقى شبكات المواصلات الجوالة الخلوية إلى تقانات الجيل الثالث من 1999 إلى 2010. كان اليابان أول من بدأ الترقية، وأنهاها بصفة كبيرة في حدود 2006.

### عاملي الهاتف والشبكة
سنة 2005، كانت الترقية إلى شبكات الجيل الثالث في سنتها الثالثة، نظرا للسعة المحدودة للشبكات الجيل الثاني التي اعتمدت أساسا من أجل البيانات الصوتية والانتقالات البطيئة. وأمام تزايد متطلبات الزبائن، فهي لا تحقق الحاجيات اللاسلكية ليومنا هذا.
ظهرت شبكة الجيل الثاني والنصف (وحتى الثاني والخمسة والسبعون)، مع تكنولوجيات الهواتف المرئية وHSCSD وGPRS لتقديم خدمات شبيهة بالجيل الثالث، لكن بدون الانتقال الكامل إليها. بتقديم خدمات سلكية للزبون النهائي، كان الهدف منها زيادة الطلب على التطبيقات اللاسلكية للجيل الثالث.
تتطلب ترقية الشبكات مساعدة العاملين. في 2005، أحصيت 23 شبكة تشتغل على تكنولوجيات الجيل الثالث؛ وكانت أكثرها تقدما شبكة كي دي دي أي في اليابان. كان بعضها من أجل الاختبار فقط، وأخرى مستعملة.

### معيرة الشبكة
حدد اتحاد المواصلات العالمي (ITU) متطلبات شبكات الجيل الثالث في معيار IMT-2000. ثم تابعت هذا العمل منظمة مشروع تعاون الجيل الثالث (3GPP) بتعريف نظام يستجيب لمعيار ITU. يسمى هذا النظام نظام المواصلات الجوالة العالمي (UMTS).
إذن ستجري الترقية حسب إصدارات، حيث يأتي كل إصدار بميزات جديدة. كأمثلة لهذه الميزات:

#### إصدار 99
- خدمات المتحمل
- تحويل الدارة 64 كبث
- تحويل الحزم 384 كبث
- خدمات موقعية
- خدمات المكالمة: متوافق والنظام العالمي للمواصلات الجوالة (GSM)، المنبني على الوحدة العالمية لانخراط الهوية (USIM)

#### الإصدار 4
- مذياع الحافة
- التراسل متعدد الوسائط
- مستويات MeXe
- تحسين الخدمات الموقعية
- الخدمات متعددة الوسائط بالب.إ (IMS)

#### الإصدار 5
- النظام الفرعي لتعدد الوسائط بالب.إ (IMS)
- IPv6، نقل الب.إ في يوتران
- تحسينات في GERAN، Mexe، إلخ
- سرعة النفاذ للحزم

#### الإصدار 6
- إدماج WLAN
- البث المتعدد والعريض للوسائط
- تحسينات في IMS
- سرعة النفاذ للحزم

هنالك مسارات مختلفة للمرور من الجيل الثاني إلى الجيل الثالث. في أوروبا، بدأ المسار أساسا عبر إضافة GPRS إلى نظام GPRS. انطلاقا من هذه النقطة يمكن التحول إلى نظام UMTS. أما في شمال أمريكا فقد بدأت الترقية من TDMA، ثم نظام EDGE (معدلات البيانات المحسنة لتطوير GSM)، ثم UMTS.
في اليابان، استعمل معياران للجيل الثالث: W-CDMA المتوافق مع UMTS والذي تستعمله إن تي تي دوكومو وسوفت بانك، ومعيار CDMA2000 الذي تستعمله كي دي دي آي. تم الانتقال إلى الجيل الثالث في اليابان بصفة عامة في 2006.

### إيجابيات هيكل شبكة مكون من طبقات
خلافا لGSM، يعتمد UMTS على طبقات من الخدمات. علواها، طبقة الخدمات، التي توفر سرعة الخدمات وموقعا مركزيا. وسطاها، شبكة التحكم، التي تساعد في إجرائيات الترقية وتسمح بتحصيص سعة الشبكة حركيا. وسفلاها، شبكة الموأصلية، حيث يمكن استعمال أية تكنولوجيا انتقال، ونقل الصوت عبر ATM/AAL2 أو IP/RTP.

### التكنولوجيات الجوالة
أول تكنولوجيا عند تحويل شبكة من شبكة GSM إلى شبكة UMTS هي تكنولوجيا GPRS. إنها حفاز خدمات الجيل الثالث. الاتصال الشبكي شغال دائما، أي أن المستخدم دائما على الخط. من وجهة نظر العامل، من المهم إعادة استغلال استثمارات GPRS. كما هو الشأن بالنسبة للتجربة التجارية لGPRS عامة.

#### منGPRSنحوUMTS
- مسجل الموقع الأصلي (HLR)
- مسجل موقع الزائر (VLR)
- مسجل تعريف الأجهزة (EIR)

يمكن استعمال العناصر الشبكية التالية من GPRS:
- مركز الإبدال الجوال (MSC)، مرتبط بالبائع
- مركز التوثق (AUC)، مرتبط بالبائع
- عقدة دعم إخدام GPRS (SGSN، مرتبط بالبائع
- عقدة دعم بوابة GPRS (GGSN)

لا يمكن استعمال العناصر التالية من شبكات GSM:
- المتحكم في المحطة الأساسية (BSC)
- محطة الإرسال والاستلام الأساسية (BTS)

يمكن إبقاؤها على الشبكة واستعمالها في عمليات شبكية مزدوجة، حيث يتعايش الجيلان الثاني والثالث قبل أن تصبح طرفيات الجيل الثالث جاهزة للاستعمال.
- تضيف شبكة UMTS عناصر شبكية جديدة كما يحددها 3GPP:
- العقدة-ب (المحطة الأساسية)
- متحكم شبكة مذياعي (RNC)
- بوابة وسائطية (بوابة إعلامية) (MGW)

تتغير وظيفة MSC وSGSN عند المرور إلى UMTS. في نظام GSM، تتكلف MSC بكل العمليات محولة الدارة كيف اتصال أ- وب- عبر الشبكة. وتتكلف SGSN بكامل العمليات محولة الحزم ونقل كل البيانات في الشبكة. أما في UMTS، فإن البوابة الوسائطية (MGW) تدبر نقل البيانات في كل من الشبكتين محولة الدارة والحزم. تتحكم MSC وSGSN في عمليات MGW. وتسمى العقدتان MSC-server وGSN-server.

### الشبكات المستقبلية
لما تصبح شبكات UMTS تجارية ومستعملة من قبل عدد هام من المستخدمين، يجب اختبار كفاءة سعة الشبكة. إذا لم تكن كافية، يمكن زيادة سعة WLAN، أو إدماج الشبكة مع UMTS. إذا وجدت خدمات حارة في UMTS يجب تحليل مناطق الطلب قبل إطلاق الشبكة، إذ من الصعب ترقب المناطق أكثر طلبا.

### UMTSوطرفيات الجيل الثالث
تتوفر هواتف الجيل الثالث عادة على بطاقات ذكية بوظائف حساب (هواتف حافظة، متصفحات الإنترنت، عملاء بريد، إلخ). يبين هذا أن نظام UMTS مبني على خدمات طبقية وأن من الممكن استعمال تطبيقات مستقبلية بدون تأثير كبير على البنية الأساسية للشبكة المذياعية.

### طرفيات UMTS
في أوروبا، استعملت تكنولوجيا UMTS أساسا في طرفيات مشابهة جدا لتكنولوجيا GSM، وكانتا متصلتين جدا. لكن لم يكن الحال كذلك في اليابان وكوريا الجنوبية، حيث استعمل الجيل الجديد سنوات قبل أوروبا التي بدأ يتغير فيها هذا الحال.
rvt

## العيوب
رغم نجاح تقديم شبكات الجيل الثالث في أوروبا، وآسيا، وأمريكا الجنوبية (الأروغواي) وإفريقيا، فإن هناك مشاكل من جهتي المستخدم ومقدم الخدمة:
- ارتفاع تكاليف الترخيص للجيل الثالث
- اختلافات هامة في نصوص عقودالترخيص
- الديون الكبيرة لدى شركات المواصلات، مما يصعب تنصيب البنية التحتية اللازمة
- الدعم الحكومي للعاملين ذوي المشاكل المالية
- ارتفاع أسعار هواتف الجيل الثالث
- نقص خدمات الجيل الثاني المرفقة عند زبناء الجيل الثالث
- ضيق التغطية لحداثة الخدمة
- ارتفاع ثمن خدمات الجيل الثالث، بما في ذلك الإنترنت (انظر سعر سطحي)
- قلة عمر البطارية للهواتف المحمولة